# Pere II de Grevalosa
Pere II de Grevalosa o Pericó fou un noble català, Senyor de Castellar, fill de Pere I de Grevalosa i la seva dona Margarita. Tingué nombrosos conflictes amb la gent de Sant Pere Sallavinera i fou inculpat per la mort de Bernat Martorell de Manresa. A l'any 1332 fa una permuta amb l'abat del monestir de l'Estany.
Es va casar amb Francesca i van tenir dos fills, Pere i Berenguer. Pere, el succeir com a senyor de Castellar amb el nom de Pere III de Grevalosa. El 1337 va reconèixer a Berenguer de Grevalosa, possiblement el seu germà, la quarta part dels delmes de Castellar que li havia deixat el seu pare. En morir Berenguer va deixar com a hereva a la seva filla casada amb Pere Galceran, ciutadà de Manresa. Aquesta quarta part del Delme va generar molts plets i judicis entre els Grevalosa i els Galceran. Es creu que va morir entre l'agost i el novembre de 1356.